# NGC 1310
NGC 1310 é uma galáxia espiral barrada (SBc) localizada na direcção da constelação de Fornax. Possui uma declinação de -37° 06' 08" e uma ascensão recta de 3 horas, 21 minutos e 03,5 segundos.
A galáxia NGC 1310 foi descoberta em 22 de Outubro de 1835 por John Herschel.